# کوارکن
کوارکن(سوئدی: Kvarken, Norra Kvarken) (در مقابل جنوب کوارکن) منطقه‌ی باریکی از خلیج بوتنی است که خلیج بوتنیا (بخش داخلی خلیج) را از دریای بوتنیا جدا می‌کند. فاصله بین سرزمین اصلی سوئد تا سرزمین اصلی فنلاند حدود ۸۰ کیلومتر (۵۰ مایل) است، در حالی که فاصله بین دورترین جزایر تنها ۲۵ کیلومتر (۱۶ مایل) است. عمق آب در منطقه کوارکن تنها حدود ۲۵ متر (۸۲ فوت) است. این منطقه همچنین نرخ غیرعادی از بالا آمدن زمین را با سرعت تقریبی ۱۰ میلیمتر (۰٫۳۹ اینچ) در سال دارد.
چندین تلاش برای عبور از تنگه به صورت شنا انجام شده است، اما آب سرد و جریان‌ها معمولاً موانع غیرقابل عبوری بوده‌اند. اولین عبور موفق توسط لنارت فلایگاره، پاویو گرزلوسکی و توره کلینگبرگ انجام شد که در ۲۴ ژوئیه ۲۰۱۸، از والاساریت (والسورارنا) در سمت فنلاند تا هولموآرنا در سوئد شنا کردند. عبور آنها از تنگه ۱۲ ساعت و ۲ دقیقه طول کشید.